# Magnus I. Norský
Magnus I. Olavsson (duben/červen 1024 – 25. říjen 1047), známý také jako Dobrý byl norským králem v letech 1035 až 1047 a dánským králem v letech 1042 až 1047.

## Život
Magnus byl nemanželským synem Olafa II. Norského, později známého jako Svatý Olaf, a jeho anglické konkubíny Alvhild. V roce 1028 připravil Olafa o trůn dánský král Knut Veliký a Magnus se společně s ním a svou matkou uchýlil do exilu v Garðaríki (Kyjevská Rus). Olaf zemřel v roce 1030, Magnus s matkou ale v Kyjevské Rusi zůstali i poté.
Po smrti Knuta Velikého v roce 1035 ale norští šlechtici už nechtěli dánskou vládu, zejména ne tvrdou vládu Knutova syna a jeho matky Ælfgifu (v Norsku známé jako Álfífa). Einarr Þambarskelfir a Kalf Arnesson, spojenci Magnusova otce odcestovali do Kyjevské Rusi, aby Magnuse přivedli zpět jako norského krále.

### Král Norska a Dánska
Magnus byl norským králem prohlášen v roce 1035 ve svých jedenácti letech. Svein a jeho matka utekli z Norska a Svein brzy poté zemřel. Magnus měl nejprve v úmyslu pomstít se otcovým nepřátelům, ale po domluvě s tím přestal, proto je známý jako „dobrý“ či „ušlechtilý“.
Jiný ze synů Knuta Velikého, Hardiknut, byl dánským králem a měl v úmyslu svou zemi znovu spojit s Norskem, zatímco Magnus v roce 1040 zahájil kampaň proti Dánsku. Šlechtici z obou zemí však přiměli oba krále ke schůzce u řeky Göta, na hranicích obou království. Uzavřeli mír s tím, že v případě úmrtí budou vzájemnými následníky. Hardiknut zemřel v roce 1042 v Anglii a Magnus se tak stal také dánským králem, na úkor Hardiknutova synovce Svena Estridsena. Sven byl stále v opozici proti Magnusovi, ačkoliv podle Heimskringla z něj Magnus udělal jarla.
Magnus chtěl obnovit říši Knuta Velikého a stát se také králem Anglie. Po smrti Hardiknuta si angličtí šlechtici zvolili za krále Eduarda III., kterému Magnus napsal, že má v úmyslu zaútočit na Anglii spojenými silami Norska a Dánska. Eduardova matka Emma Normandská podporovala Magnuse a v roce 1043 jí anglický král zabavil majetek, což ji podle jedné zprávy přimělo nabídnout pomoc Magnusovi.
Z exilu se mezitím vrátil Magnusův strýc Harald a zpochybnil Magnusovu vládu, přičemž v Dánsku byl stále hrozbou Svena Estridsen. Harald a Sven se proti Magnusovi spojili a Magnus se tak v roce 1046 rozhodl udělat z Haralda svého spoluvládce.

### Smrt
Do roku 1046 Magnus vytlačil Svena z Dánska. 25. října 1047 však náhle třiadvacetiletý Magnus v Dánsku zemřel v důsledku nehody nebo nemoci. Různé zdroje uvádějí, že to bylo v důsledku pádu přes palubu jedné z lodí, které shromažďoval k invazi do Anglie, pádu z koně, nebo v důsledku toho, že na palubě lodi onemocněl. Svena zřejmě jmenoval svým dědicem v Dánsku a Haralda v Norsku, podle některých zpráv se tak stalo na jeho smrtelné posteli. Pohřbený je vedle svého otce v Nidaroském dómě v Trondheimu.
Magnus nebyl ženatý, ale měl nemanželskou dceru Ragnhildu, která se vdala za norského šlechtice Håkona Ivarssona. Jedním z jejich potomků byl pozdější král Erik III. Dánský.